# Kefersteinia bertoldii
Kefersteinia bertoldii là một loài thực vật có hoa trong họ Lan. Loài này được Jenny mô tả khoa học đầu tiên năm 1985.